# Dơi tai lớn
Dơi tai lớn, tên khoa học Corynorhinus townsendii, là một loài động vật có vú trong họ Dơi muỗi, bộ Dơi. Loài này được Cooper mô tả năm 1837.

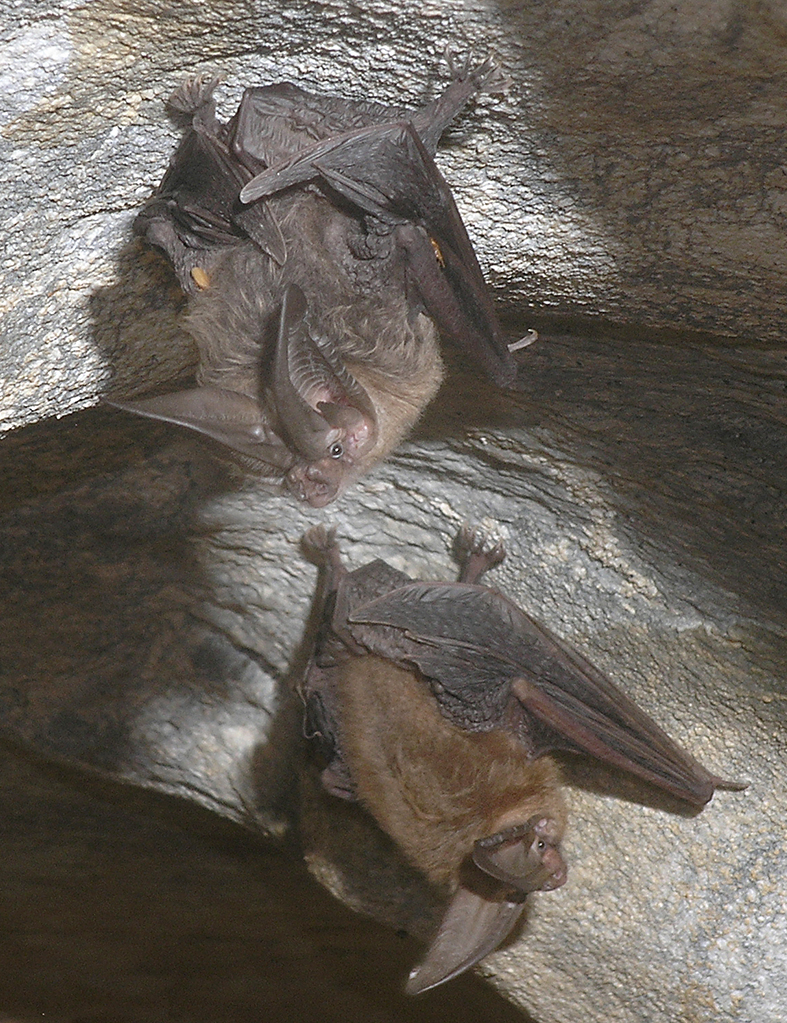
Dơi tai lớn trong một hang động

Dơi tai lớn có thể được tìm thấy ở Canada, Mexico và Hoa Kỳ.
Dơi tai to của Townsend là một loài dơi cỡ trung bình (7-12 g)  với đôi tai cực kỳ dài, linh hoạt và những cục nhỏ nhưng đáng chú ý ở mỗi bên của mõm. Tổng chiều dài của nó là khoảng 10 cm (4 in.), Đuôi của nó khoảng 5 cm (2 in) Sải cánh của nó khoảng 28 cm (11 in).
Công thức răng của dơi tai lớn là {\displaystyle {\tfrac {2.1.2.3.}{3.1.3.3.}}\times 2=36}
Loài dơi này là một chuyên gia ăn bướm đêm và có thể ăn hầu như hoàn toàn ăn loài trong chi Lepidoptera. Tuy nhiên, chế độ ăn của loài này có thể bao gồm bướm đêm nhỏ, ruồi, cánh gân, bọ hung, bọ cánh cứng và côn trùng nhỏ khác. Loài này là một loài dơi thì thầm, có nghĩa là nó vang ở cường độ thấp hơn nhiều so với các loài dơi khác và có thể khó ghi lại bằng máy dò dơi. Điều này có thể là một phần vì loài này chuyên về bướm đêm và một số loài bướm đêm có khả năng nghe tiếng dơi và có thể tự tạo ra tiếng động để 'gây nhiễu' tiếng vang của dơi trong nỗ lực ngăn chặn sự săn mồi.

## Hình ảnh

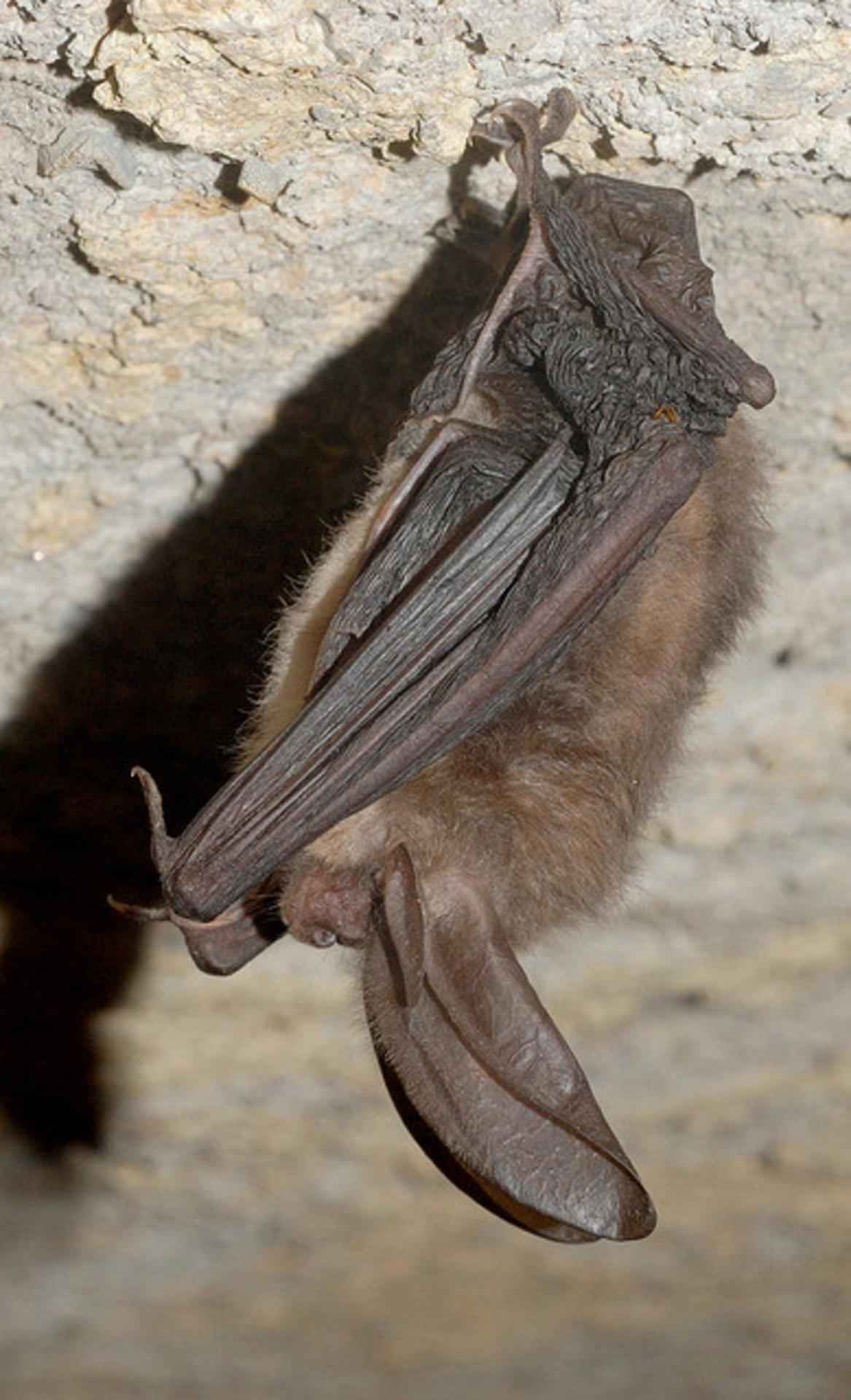